# Anthony Vaccarello
Anthony Vaccarello, né le 18 janvier 1982 à Bruxelles, est un styliste et producteur de cinéma belge. Il est le directeur artistique de la maison Yves Saint Laurent depuis avril 2016.

## Biographie
Anthony Vaccarello obtient en 2006 un diplôme de styliste à l'école de La Cambre. La même année, il reçoit le Grand Prix de mode du Festival international d'Hyères, avec une ligne de vêtements inspirée par la star du porno italien La Cicciolina. Il crée alors une marque à son nom, dont la première collection sera présentée en 2009.
Par la suite, il intègre Fendi aux côtés de Karl Lagerfeld, pour un contrat d'une durée de deux ans. En 2011, il remporte le prix de l'Andam.
Après avoir participé au cours de l'automne 2014 à la ligne Versus de Donatella Versace, il intègre la maison italienne en tant que directeur artistique de Versus Versace en janvier 2015.
En 2016, il succède à Hedi Slimane comme directeur artistique chez Yves Saint Laurent,,.
Il dirige également la branche de Saint Laurent consacrée à la productions de films.

## Distinctions
- 2006 : Festival international de mode et de photographie : Grand prix du Jury Mode
- 2011 : Grand-prix de l'ANDAM

## Filmographie
Sauf indication contraire, les informations mentionnées dans cette section peuvent être confirmées par la base de données cinématographiques IMDb,  présente dans la section « Liens externes ».
- 2019 : Lux Æterna (moyen métrage) de Gaspar Noé
- 2020 : Sportin' Life (documentaire) d'Abel Ferrara
- 2023 : Strange Way of Life (court métrage) de Pedro Almodóvar
- 2023 : Film annonce du film qui n'existera jamais : « Drôles de guerres » (court métrage) de Jean-Luc Godard
- 2024 : Les Linceuls (The Shrouds) de David Cronenberg
- 2024 : Emilia Perez de Jacques Audiard
- 2024 : La Passion selon Béatrice de Fabrice du Welz
- 2024 : Parthenope de Paolo Sorrentino